# Unforgiven (2000)
Unforgiven (2000) foi um evento de luta profissional em formato pay-per-view produzido pela World Wrestling Federation (WWF) e patrocinado pela RC Cola que ocorreu em 24 de setembro de 2000, no First Union Center em Filadélfia, Pensilvânia. Este foi o segundo evento da cronologia do Unforgiven e o décimo pay-per-view de 2001 no calendário da WWF.

## Resultados
| No.                            | Resultados | Estipulação                                                    | Tempo |
| ------------------------------ | --- | -------------------------------------------------------------- | ----- |
| 1                              | Right to Censor (Steven Richards, Val Venis, Bull Buchanan e The Goodfather) derrotou The Dudley Boyz (Bubba Ray e D-Von) e The Acolytes Protection Agency (Faarooq e Bradshaw) | Luta de trios                                                  | 06:04 |
| 2                              | Tazz derrotou Jerry Lawler | Luta de correias                                               | 05:05 |
| 3                              | Steve Blackman (c) derrotou Perry Saturn,Test, Crash Holly, Al Snow e Funaki | "Hardcore Open Invitational" pelo WWF Hardcore Championship    | 10:00 |
| 4                              | Chris Jericho derrotou X-Pac | Luta individual                                                | 09:03 |
| 5                              | The Hardy Boyz (Matt e Jeff) (com Lita) derrotou Edge e Christian (c) | Luta em uma jaula de aço pelo WWF Tag Team Championship        | 13:32 |
| 6                              | Eddie Guerrero (c) (com Chyna) derrotou Rikishi por desqualificação | Luta individual pelo WWF Intercontinental Championship         | 06:03 |
| 7                              | Triple H (com Stephanie McMahon-Helmsley) derrotou Kurt Angle | Luta sem desqualificações com Mick Foley como árbitro especial | 17:26 |
| 8                              | The Rock (c) derrotou Chris Benoit, The Undertaker e Kane | Luta Fatal 4-Way pelo WWF Championship                         | 15:18 |
| (c) – Campeão(s) antes da luta | |                                                                |       |